# El Barco (série)
El Barco (no Brasil: O Barco: Os Últimos Sobreviventes da Terra e em Portugal: O Barco ou El Barco) é uma série de TV espanhola de ficção científica criada por Álex Pina e Ivan Escobar, produzida pela Globomedia para a Antena 3. Foi exibida entre 17 de janeiro de 2011 a 21 de fevereiro de 2013, com 43 capítulos e três temporadas.
Estrelada por Mario Casas e Blanca Suárez, o seriado tem a combinação de mistério, drama e ação em seu enredo, formato esse muito popular entre os anos de 2007 e 2010. Esse formato também se encontra na série El Internado. O primeiro capítulo, "Um milhão de milhas", teve cerca de 4.770.000 espectadores e uma quota de audiência de 23,4% na Espanha. Esta série tem a particularidade de todos os seus capítulos terem mais de 1 hora de duração, alguns chegando a durar quase 2 horas. No Brasil, foi exibida pelo canal de TV pago MaisGlobosat, mas a sua última exibição no país ocorreu entre os meses de março e maio de 2020. Em Portugal, foi exibida pelo canal SIC Radical e mais tarde é exibido no canal Biggs.
A partir da segunda temporada, novos personagens são incorporados na série, como Belén Rueda, Guillermo Barrientos, Paloma Bloyd e Daniel Ortiz que fazem participações em quatro capítulos interpretando Leonor, Tom, Dulce e Victor, os quatro náufragos do Queen América. Além de Alba Ribas, que nos últimos capítulos dessa temporada, interpreta a jovem aluna Sol Torres. Na terceira temporada, Jan Cornet, interpretando Max, passa a fazer parte do elenco principal a partir do capítulo 3 da temporada, juntamente com Hector Alterio, interpretando Ventura, Gabriel Delgado, interpretando o neto de Ventura, Ratón, Alberto Jo Lee interpretando o coreano do navio russo, Cho Sung e Leticia Dolera, que passa a interpretar Marimar, a antiga noiva de Burbuja/Roberto Schneider.

## Sinopse
A série inicia-se com o barco escola Estrella Polar partindo de Valência, na Espanha, para mais uma viagem de dois meses com 40 alunos pelo oceano. Todos eles sob o comando do capitão Ricardo Montero. Mas, na primeira noite, o acelerador de partículas situado no subsolo de Genebra, na Suíça, entra em colapso e causa um grande cataclismo global. Após isso, os 40 alunos e tripulantes do Estrella se converteram em os últimos sobreviventes da terra, porém, ao decorrer do tempo, eles descobrem que não estão sozinhos no mundo e que agora devem ter os "outros".

## Elenco

### Primeira temporada
- Mario Casas — Ulises Garmendia
- Blanca Suárez — Ainhoa Montero
- Juan Pablo Shuk — Ernesto Gamboa, professor de sobrevivência
- Juanjo Artero — Ricardo Montero, capitão
- Luis Callejo — Júllian de la Cuadra, imediato
- Irene Montalá — Julia Wilson, doutora
- Neus Sanz — Salomé Palácios
- Iván Massagué — Burbuja/Roberto Palácios/Roberto Schneider
- Patrícia Arbués — Valéria Montero
- Javier Hernández — Pedro "Piti" Gironés
- Marina Salas — Vilma Llorente
- Bernabé Fernández — Andrés Palomares, padre
- David Seijo — Ramiro Medina
- Giselle Calderón — Estela Montes

### Recorrentes
- Christophe Miraval — Phillipe, noivo de Julia (capítulos: 1, 2, 9, 13, 20, 25, 30, 34, 36) (†)
- Ana Cuesta — Pilar, namorada de Ramiro (capítulo 1) (†)
- Javier Santiago — Eduardo Martínez (capítulo 7) (†)
- José Luis Santos — Capitão Zúñiga (capítulos: 12, 21 e 41) (†)
- Jonathan Mellor — Homem de Liverpool (capítulo 12) (†)
- Christian Stamm — comandante Hopkins, astronauta (capítulo 13, 14) (†)

### Segunda temporada[9]
Mark Vincent — astronauta afro-americano (Capítulo 14) (†)
- Val Koff — astronauta russo (Capítulo 14) (†)
- Belén Rueda — Leonor (Capítulos 16, 17, 18)
- Guillermo Barrientos — Tom (capítulos 16, 17, 18)
- Paloma Bloyd — Dulce (Capítulos 16, 17, 18, 34) (†)
- Daniel Ortiz — Victor (Voz no capítulo 40 e Capítulos 16, 17, 18, 26, 37, 42, 43)
- Cristina Rodríguez — Marisa (Capítulos 17, 29, 31) (†)
- Alex Maruny — Cristóbal Monsalvo (Capítulo 24) (†)
- Alba Ribas — Sol/Elena Torres (Capítulos 25 - 35) (†)

### Terceira temporada
- Jan Cornet — Max Delgado
- Hector Alterio — Ventura
- Gabriel Delgado — Ratón
- Alberto Jo Lee — Cho Sung
- Leticia Dolera — Marimar (Capítulos 39, 42, 43)
- Nerea Camacho — Sandra (Voz no capítulo 37 e Capítulo 39)
- Hannah New — Úrsula (Capítulo 30)
- Ramiro Blas — Teo (Capítulos 30, 31, 32) (†)
- María Morales — mãe de Ulises (Capítulo 30, 32) (†)
- Óscar Casas — Ulises (criança) (Capítulo 30)
- Elton Prince — Ali (Capítulos 31, 32) (†)
- Maarten Dannenberg — Javi (Capítulos 31, 32) (†)
- Ferran Fort — Patricio (Capítulos 31, 32) (†)
- Algis Arlauskas — Alexander Montes, pai de Estela (capítulos 13, 32, 37, 42, 43)
- Rachel Lascar — Capitã do Etoile Du Nord (Capítulo 39, 41, 42, 43)

## Produção
A série teve os roteiros de Álex Pina e Iván Escobar, além da direção de David Molina e Sandra Gallego. A embarcação que interpreta o Estrella Polar é a escuna bergantim Cervantes Saavedra, um navio escola e cruzeiro. O Cervantes tem exatamente 48, 5 metros de comprimento, 7,8 m de largura, 4,6 m de profundidade e com um deslocamento de 525 Tm. Possui casco de ferro e 3 mastros com mastro misto. Na série, o Estrella Polar tem 70 metros de comprimento, ou seja, alguns metros a mais do que o próprio Cervantes.
A cena em que os tripulantes do Estrella chegam em terra firme eles começam a gravar cenas em Peñíscola, simulando a tão esperada ilha que procuravam, embora também continuaram filmando em Plató, já que a Estrela Polar continua partindo, e algumas partes da ilha, como o interior da casa no meio da floresta ou as barracas de campismo na praia. Eles também gravam em Elche, no Palmeral, para simular a floresta ou a localização da casa. A partir daí, a Antena 3 anunciou o fim da série após três temporadas que sofreram o desgaste do público.